# Andrej Plenković
Andrej Plenković (Zagreb, Croàcia, 8 d'abril de 1970) és un polític croat de la Unió Democràtica Croata (HDZ), des del 19 d'octubre de 2016 Primer ministre de Croàcia.

## Biografia
El 1992 es va graduar en Dret a la Facultat de la Universitat de Zagreb. Mentre va estar a la universitat, Plenković va participar activament en l'ELSA de la qual va ser president el 1991. Com a estudiant, va ser passant al bufet d'advocats de Londres Stephenson Harwood. En el Ministeri d'Afers exteriors va completar un programa per a convertir-se en un diplomàtic i el 1992 va passar l'examen de consulta a l'Acadèmia Diplomàtica a Zagreb. A la Facultat de Dret de la Universitat de Zagreb va acabar el seu mestratge en dret públic i dret internacional privat i va obtenir un mestratge en la Facultat de Ciències Polítiques a la Universitat de Zagreb l'any 2002.
De 1994 a 2002 va ocupar diversos càrrecs en el Ministeri d'Afers exteriors, inclòs el de cap del Departament d'Integració Europea i assessor del ministre d'Assumptes Europeus. De 2002 a 2005 va treballar per a la Unió Europea a Brussel·les. També va ser responsable de coordinar les activitats polítiques i, posteriorment, fins a 2010, s'exercia com a ambaixador adjunt a França, on va estar involucrat en qüestions polítiques i d'organització. De 2011 a 2013 va ser membre de la Unió Democràtica Croata per al Parlament de Croàcia, i en 2016 fou nomenat cap del partit després de la renúncia de Tomislav Karamarko.

### Primer Ministre
A les eleccions legislatives croates de 2016, cap partit o coalició va aconseguir la majoria absoluta. La Coalició Popular, liderada pel Partit Socialdemòcrata de Croàcia (SDP) va admetre la seva derrota i el seu candidat Davor Bernardić va renunciar a formar part de cap majoria de govern durant la legislatura. Durant les setmanes posteriors, partits com el Partit Camperol (HSS) o Milan Bandić 365 van oferir el seu suport per aconseguir una majoria parlamentària i nomenar primer ministre a Andrej Plenković, i el 10 d'octubre de 2016 Plenković va presentar l'aval de 91 diputats a la presidenta Kolinda Grabar-Kitarović, que va encarregar-li la formació de govern en un termini de 30 dies, fent-se efectiva la votació el 19 d'octubre amb 91 vots a favor, 45 en contra i 3 abstencions. Plenković va rebre el suport de la coalició de la Unió Democràtica Croata (HDZ)-Partit Social Liberal Croat (HSLS-HDS), Most, Milan Bandić 365, HSS, HDSSB, SDSS i 5 representants de les minories nacionals. El govern va quedar tocat al mes d'abril de 2017, quan alguns partits l'hi van retirar el suport a causa de l'ocultació d'informació per part del ministre de finances Zdravko Marić, sobre irregularitats financeres d'Agrokr. L'oposició va presentar una moció de censura, que no va prosperar perquè va resultar en un empat a 75 vots. El govern va recuperar la majoria quan la direcció del Partit Popular Croat – Demòcrates Liberals (HNS-LD) va decidir entrar al govern provocant una forta tensió al partit, ja que la decisió havia estat presa per la direcció, i la meitat dels diputats de l'HNS-LD van donar-hi suport i els altres es van escindir del partit, creant l'Aliança Cívica-Liberal (GLAS) i quedant-se a l'oposició.
El 14 de maig de 2020 es va anunciar que el govern havia arribat a un acord amb l'oposició parlamentària i el 18 de maig es va dissoldre el Sabor croat (parlament) a causa de la incertesa creada per la pandèmia de COVID-19, que amb prou feines ha deixat un centenar de morts al país, i es van convocar les eleccions pel 5 de juliol, en les què la Unió Democràtica Croata (HDZ) encapçalada per Plenković van obtenir la victòria sense acostar-se a la majoria absoluta, amb 66 dels 151 escons del Sabor, 25 seients més que la coalició opositora RESTART, liderada pels socialdemòcrates. El segon gabinet de Plenković va ser confirmat pel Sabort el 23 de juliol de 2020 amb el suport dels 76 diputats necessaris per formar govern i el suport del seu partit i aliats HNS-LD, Partit Popular – Reformistes (NS-R) i els 8 representants de les minories nacionals. Del seu govern, que va superar una segona moció de censura el 3 de març de 2023 es destaca el creixement econòmic, l'entrada a la zona euro i a l'espai Schengen l'1 de gener del 2023. Amb la seva política atlantista es va enfrontar al president socialdemòcrata Zoran Milanović, escollit a les eleccions presidencials croates de 2019-2020 per les seves posicions euroescèptiques, en contra d'enviar suport militar a Ucraïna, i la seva oposició a l'ingrés de Suècia i Finlàndia a la OTAN.
Les eleccions legislatives croates de 2024 es van haver d'avançar per les protestes ciutadanes contra la corrupció, tot i això, la coalició liderada per la HDZ encapçalada per Plenkovic va guanyar les eleccions sense obtenir la majoria absoluta, havent de formar un govern de coalició amb l'extrema dreta Moviment de la Pàtria, que incorporaria tres ministres en un govern de 18 membres.